# Ptelea
Ptelea (in greco antico: Πτελέα?, Pteléa) era un demo dell'Attica. Non se ne conosce con esattezza la posizione ma probabilmente si trovava nella valle del Cefiso, presso la moderna Egaleo, a nord della via Sacra e ad ovest di Atene.
Il demo era piuttosto piccolo. Probabilmente il suo nome deriva da Pteleo, l'amante di Procri, che sarebbe stato anche il protettore del demo: in una variante del mito, la fuga verso Creta della dea sarebbe stata causata dalla scoperta del suo amore segreto da parte del marito Cefalo. Il nome potrebbe derivare anche dalla pianta dell'olmo. Ptelea fu l'ambientazione della commedia Heros di Menandro.
In epoca medievale Ptelea fu anche il nome di un insediamento sul fiume Strimone, noto nel tardo antico come 'Strymon' e così riportato nella Tabula Peutingeriana, laddove sorgeva l'antica Gazoros e dove sorse più a monte Zichne, latifondo originario della dinastia bizantina degli Angelo. 